# Liste des soumissions pour l'Oscar du meilleur film d'animation
Cette liste contient les soumissions pour l'Oscar du meilleur film d'animation depuis ses débuts en 2001 (Shrek de DreamWorks Animation étant le premier récipiendaire de ce prix),. Un long-métrage d'animation est défini par l'académie comme étant un film d'une durée de plus de 40 minutes et où:
- les performances des personnages sont conçues via une technique image-par-image
- un nombre significatif de personnages principaux sont animés
- au moins 75% du film contient de l'animation

Tous les membres de l'AMPAS ont été admis à la sélection du lauréat depuis la création du prix. Si seize films ou plus sont soumis pour la catégorie (ce qui est arrivé neuf fois), le vote se fait sur une liste de cinq films, sinon il se fait sur trois films. De plus, huit films d'animation éligibles doivent être distribués dans les cinémas dans le compté de Los Angeles l'année même pour faire partie de la catégorie.
Certaines soumissions pour le prix du meilleur film d'animation étaient des hybrides d'animation et de prises de vue réelles, mais seulement trois de ces films ont été disqualifiés pour ne pas avoir atteint le seuil des 75 pour cent. Ces films sont: Arthur et les Minimoys (2006), Yogi l'ours (2010), et Les Schtroumpfs (2011). En conséquence, les deux premières disqualifications firent que la liste des cinq films retenus fut réduite à trois en 2006 et en 2010, ce qui ne fut pas le cas avec la troisième disqualification de 2011.
Une seule soumission fut retirée de la compétition. Bob l'éponge, le film : Éponge en eaux troubles fut retiré car il n'a pas réussi à compléter les qualifications de diffusion pour être accepté.

## Années 2000

### 2001
| Film                                      | Réalisateur/réalisatrice(s) | Studio(s)                                          | Pays             | Résultat   | Ref. |
| ----------------------------------------- | --------------------------- | -------------------------------------------------- | ---------------- | ---------- | ---- |
| Final Fantasy : Les Créatures de l'esprit | Hironobu Sakaguchi          | Square Pictures                                    | Japon États-Unis | Non nommé  |      |
| Jimmy Neutron, un garçon génial           | John A. Davis               | Nickelodeon Movies O Entertainment DNA Productions | États-Unis       | Nomination |      |
| Marco Polo: Return to Xanadu              | Ron Merk                    | The Tooniversal Company                            | Australie        | Non nommé  |      |
| Monstres et Cie                           | Pete Docter                 | Pixar Animation Studios                            | États-Unis       | Nomination |      |
| Osmosis Jones                             | Tom Sito Piet Kroon         | Warner Bros. Feature Animation                     | États-Unis       | Non nommé  |      |
| The Prince of Light                       | Yugo Sako                   | Nippon Ramayana Film Co.                           | Japon Inde       | Non nommé  |      |
| Shrek                                     | Andrew Adamson Vicky Jenson | DreamWorks Animation                               | États-Unis       | Lauréat    |      |
| La Trompette magique                      | Richard Rich Terry L. Noss  | RichCrest Animation Studios                        | États-Unis       | Non nommé  |      |
| Waking Life                               | Richard Linklater           | Thousand Words                                     | États-Unis       | Non nommé  |      |

### 2002
| Film                                     | Studio(s)                       | Réalisateur/réalisatrice(s)           | Pays       | Résultat   | Ref.  |
| ---------------------------------------- | ------------------------------- | ------------------------------------- | ---------- | ---------- | ----- |
| L'Âge de glace                           | Blue Sky Studios                | Chris Wedge                           | États-Unis | Non nommé  | [ 9 ] |
| Alibaba & the Forty Thieves              | Pentamedia Graphics             | Usha Ganesarajah                      | Inde       | Non nommé  | [ 9 ] |
| Eden                                     | Inconnu                         | Andrzej Czeczot                       | Pologne    | Non nommé  | [ 9 ] |
| La Famille Delajungle, le film           | Nickelodeon Movies Klasky Csupo | Cathy Malkasian et Jeff McGrath       | États-Unis | Non nommé  | [ 9 ] |
| Hé Arnold ! : Mission Jungle             | Nickelodeon Movies Snee-Oosh    | Tuck Tucker                           | États-Unis | Non nommé  | [ 9 ] |
| Huit Nuits folles d'Adam Sandler         | Happy Madison Productions       | Seth Kearsley                         | États-Unis | Non nommé  | [ 9 ] |
| Jonas et les Végétaloufs                 | Big Idea Entertainment          | Phil Vischer et Mike Nawrocki         | États-Unis | Non nommé  | [ 9 ] |
| Lilo et Stitch                           | Walt Disney Feature Animation   | Chris Sanders et Dean DeBlois         | États-Unis | Nomination | [ 9 ] |
| The Living Forest                        | Dygra Films                     | Manolo Gómez, et Ángel de la Cruz     | Espagne    | Non nommé  | [ 9 ] |
| Les Mutants de l'espace                  | Plymptoons                      | Bill Plympton                         | États-Unis | Non nommé  | [ 9 ] |
| Peter Pan 2 : Retour au Pays imaginaire  | Disneytoon Studios              | Donovan Cook et Robin Budd            | États-Unis | Non nommé  | [ 9 ] |
| La Planète au trésor : Un nouvel univers | Walt Disney Feature Animation   | Ron Clements et John Musker           | États-Unis | Nomination | [ 9 ] |
| La Princesse au petit pois               | Swan Productions                | Mark Swan                             | États-Unis | Non nommé  | [ 9 ] |
| Spirit, l'étalon des plaines             | DreamWorks Animation            | Kelly Asbury et Lorna Cook            | États-Unis | Nomination | [ 9 ] |
| Stuart Little 2                          | Columbia Pictures               | Rob Minkoff                           | États-Unis | Non nommé  | [ 9 ] |
| Les Supers Nanas, le film                | Cartoon Network Studios         | Craig McCracken et Genndy Tartakovsky | États-Unis | Non nommé  | [ 9 ] |
| Le Voyage de Chihiro                     | Studio Ghibli                   | Hayao Miyazaki                        | Japon      | Lauréat    | [ 9 ] |

### 2003
| Film                                    | Studio(s)                       | Réalisateur/réalisatrice(s)    | Pays       | Résultat   | Ref.   |
| --------------------------------------- | ------------------------------- | ------------------------------ | ---------- | ---------- | ------ |
| Frère des ours                          | Walt Disney Feature Animation   | Aaron Blaise et Robert Walker  | États-Unis | Nomination | [ 10 ] |
| Le Monde de Nemo                        | Pixar Animation Studios         | Andrew Stanton                 | États-Unis | Lauréat    | [ 10 ] |
| Jester Till                             | Munich Animation                | Eberhard Junkersdorf           | Allemagne  | Non nommé  | [ 10 ] |
| Le Livre de la jungle 2                 | Disneytoon Studios              | Steve Trenbirth                | États-Unis | Non nommé  | [ 10 ] |
| Les Looney Tunes passent à l'action     | Warner Bros. Animation          | Joe Dante                      | États-Unis | Non nommé  | [ 10 ] |
| Millennium Actress                      | Madhouse                        | Satoshi Kon                    | Japon      | Non nommé  | [ 10 ] |
| Piglet's Big Movie                      | Disneytoon Studios              | Francis Glebas                 | États-Unis | Non nommé  | [ 10 ] |
| Les Héros Pokémon                       | OLM, Inc.                       | Kunihiko Yuyama                | Japon      | Non nommé  | [ 10 ] |
| Les Razmoket rencontrent les Delajungle | Nickelodeon Movies Klasky Csupo | Norton Virgien et John Eng     | États-Unis | Non nommé  | [ 10 ] |
| Sinbad : La Légende des sept mers       | DreamWorks Animation            | Tim Johnson et Patrick Gilmore | États-Unis | Non nommé  | [ 10 ] |
| Tokyo Godfathers                        | Madhouse                        | Satoshi Kon                    | Japon      | Non nommé  | [ 10 ] |
| Animatrix                               | MadhouseSilver Pictures         | Kōji Morimoto                  | Japon      | Non nommé  | [ 10 ] |
| Les Triplettes de Belleville            | Les Armateurs                   | Sylvain Chomet                 | France     | Nomination | [ 10 ] |

### 2004
| Film                            | Studio(s)                                   | Réalisateur/réalisatrice(s)                   | Pays         | Résultat   | Ref.   |
| ------------------------------- | ------------------------------------------- | --------------------------------------------- | ------------ | ---------- | ------ |
| Clifford et ses amis acrobates  | Scholastic Entertainment                    | Robert Ramirez et Steve Trenbirth             | États-Unis   | Non nommé  | [ 11 ] |
| Ghost in the Shell 2: Innocence | Production I.G Studio Ghibli                | Mamoru Oshii                                  | Japon        | Non nommé  | [ 11 ] |
| La ferme se rebelle             | Walt Disney Animation Studios               | Will Finn et John Sanford                     | États-Unis   | Non nommé  | [ 11 ] |
| Les Indestructibles             | Pixar Animation Studios                     | Brad Bird                                     | États-Unis   | Lauréat    | [ 11 ] |
| The Legend of Buddha            | Pentamedia Graphics Ltd                     | Shamboo Falke                                 | Inde         | Non nommé  | [ 11 ] |
| Le Pôle express                 | ImageMovers                                 | Robert Zemeckis                               | États-Unis   | Non nommé  | [ 11 ] |
| Shrek 2                         | DreamWorks Animation                        | Andrew Adamson, Kelly Asbury et Conrad Vernon | États-Unis   | Nomination | [ 11 ] |
| Gang de requins                 | DreamWorks Animation                        | Vicky Jenson, Bibo Bergeron et Rob Letterman  | États-Unis   | Nomination | [ 11 ] |
| Sky Blue                        | Endgame Productions Inc.                    | Kim Moon-saeng                                | Corée du Sud | Non nommé  | [ 11 ] |
| Bob l'éponge, le film           | Nickelodeon Movies United Plankton Pictures | Stephen Hillenburg                            | États-Unis   | Non nommé  | [ 11 ] |
| Teacher's Pet                   | Disney Television Animation                 | Timothy Björklund                             | États-Unis   | Non nommé  | [ 11 ] |

### 2005
| Film                                          | Studio(s)                     | Réalisateur/réalisatrice(s)              | Pays                   | Résultat   | Ref.   |
| --------------------------------------------- | ----------------------------- | ---------------------------------------- | ---------------------- | ---------- | ------ |
| Chicken Little                                | Walt Disney Feature Animation | Mark Dindal                              | États-Unis             | Non nommé  | [ 12 ] |
| Gulliver's Travel                             | Pentamedia Graphics           | Anita Udeep                              | Inde                   | Non nommé  | [ 12 ] |
| La Véritable Histoire du Petit Chaperon rouge | Kanbar Entertainment          | Cory Edwards, Todd Edwards et Tony Leech | États-Unis             | Non nommé  | [ 12 ] |
| Le Château ambulant                           | Studio Ghibli                 | Hayao Miyazaki                           | Japon                  | Nomination | [ 12 ] |
| Madagascar                                    | DreamWorks Animation          | Eric Darnell et Tom McGrath              | États-Unis             | Non nommé  | [ 12 ] |
| Robots                                        | Blue Sky Studios              | Chris Wedge                              | États-Unis             | Non nommé  | [ 12 ] |
| Steamboy                                      | Sunrise                       | Katsuhiro Otomo                          | Japon                  | Non nommé  | [ 12 ] |
| Les Noces funèbres                            | Tim Burton Productions Laika  | Mike Johnson et Tim Burton               | États-Unis             | Nomination | [ 12 ] |
| Valiant                                       | Vanguard Animation            | Gary Chapman                             | Royaume-Uni États-Unis | Non nommé  | [ 12 ] |
| Wallace et Gromit : Le Mystère du lapin-garou | Aardman Animations            | Nick Park et Steve Box                   | Royaume-Uni États-Unis | Lauréat    | [ 12 ] |

### 2006
| Film                     | Studio(s)                                                    | Réalisateur/réalisatrice(s)                         | Pays                   | Résultat    | Ref.   |
| ------------------------ | ------------------------------------------------------------ | --------------------------------------------------- | ---------------------- | ----------- | ------ |
| Lucas, fourmi malgré lui | Legendary Pictures DNA Productions Warner Bros. Pictures     | John A. Davis                                       | États-Unis             | Non nommé   | [ 13 ] |
| Arthur et les Minimoys   | EuropaCorp                                                   | Luc Besson                                          | France                 | Disqualifié | [ 13 ] |
| La Ferme en folie        | Nickelodeon Movies O Entertainment                           | Steve Oedekerk                                      | États-Unis             | Non nommé   | [ 13 ] |
| Cars                     | Pixar Animation Studios                                      | John Lasseter                                       | États-Unis             | Nomination  | [ 13 ] |
| Georges le petit curieux | Imagine Entertainment Universal Animation Studios            | Matthew O'Callaghan                                 | États-Unis Allemagne   | Non nommé   | [ 13 ] |
| Everyone's Hero          | IDT Entertainment 20th Century Fox                           | Christopher Reeve, Daniel St. Pierre et Colin Brady | États-Unis             | Non nommé   | [ 13 ] |
| Souris City              | Aardman Animations DreamWorks Animation                      | David Bowers et Sam Fell                            | Royaume-Uni États-Unis | Non nommé   | [ 13 ] |
| Happy Feet               | Animal Logic Village Roadshow Pictures Warner Bros. Pictures | George Miller                                       | Australie États-Unis   | Lauréat     | [ 13 ] |
| L'Âge de glace 2         | Blue Sky Studios 20th Century Fox                            | Carlos Saldanha                                     | États-Unis             | Non nommé   | [ 13 ] |
| Monster House            | ImageMovers Amblin Entertainment Columbia Pictures           | Gil Kenan                                           | États-Unis             | Nomination  | [ 13 ] |
| Les Rebelles de la forêt | Sony Pictures Animation Columbia Pictures                    | Jill Culton et Roger Allers                         | États-Unis             | Non nommé   | [ 13 ] |
| Nos voisins, les hommes  | DreamWorks Animation                                         | Tim Johnson et Karey Kirkpatrick                    | États-Unis             | Non nommé   | [ 13 ] |
| Paprika                  | Madhouse                                                     | Satoshi Kon                                         | Japon                  | Non nommé   | [ 13 ] |
| Renaissance              | Onyx Films Millimages LuxAnimation                           | Christian Volckman                                  | France                 | Non nommé   | [ 13 ] |
| A Scanner Darkly         | Thousand Words                                               | Richard Linklater                                   | États-Unis             | Non nommé   | [ 13 ] |
| The Wild                 | C.O.R.E. Feature Animation Walt Disney Pictures              | Steve "Spaz" Williams                               | États-Unis             | Non nommé   | [ 13 ] |

### 2007
| Film                                                 | Studio(s)                               | Réalisateur/réalisatrice(s)          | Pays                 | Résultat   | Ref.   |
| ---------------------------------------------------- | --------------------------------------- | ------------------------------------ | -------------------- | ---------- | ------ |
| Alvin et les Chipmunks                               | Regency Enterprises Bagdasarian Company | Tim Hill                             | États-Unis           | Non nommé  | [ 15 ] |
| Aqua Teen Hunger Force Colon Movie Film for Theaters | Adult Swim Williams Street              | Matt Maiellaro et Dave Willis        | États-Unis           | Non nommé  | [ 15 ] |
| Bee Movie : Drôle d'abeille                          | DreamWorks Animation                    | Simon J. Smith et Steve Hickner      | États-Unis           | Non nommé  | [ 15 ] |
| La Légende de Beowulf                                | ImageMovers                             | Robert Zemeckis                      | États-Unis           | Non nommé  | [ 15 ] |
| Bienvenue chez les Robinson                          | Walt Disney Animation Studios           | Stephen Anderson                     | États-Unis           | Non nommé  | [ 15 ] |
| Persepolis                                           | Celluloid Dreams                        | Marjane Satrapi et Vincent Paronnaud | France               | Nomination | [ 15 ] |
| Ratatouille                                          | Pixar Animation Studios                 | Brad Bird                            | États-Unis           | Lauréat    | [ 15 ] |
| Shrek le troisième                                   | DreamWorks Animation                    | Chris Miller et Raman Hui            | États-Unis           | Non nommé  | [ 15 ] |
| Les Simpson, le film                                 | Gracie Films Rough Draft Studios        | David Silverman                      | États-Unis           | Non nommé  | [ 15 ] |
| Les Rois de la glisse                                | Sony Pictures Animation                 | Ash Brannon et Chris Buck            | États-Unis           | Nomination | [ 15 ] |
| Amer Béton                                           | Studio 4°C                              | Michael Arias                        | Japon                | Non nommé  | [ 15 ] |
| TMNT : Les Tortues Ninja                             | Imagi Animation Studios                 | Kevin Munroe                         | États-Unis Hong Kong | Non nommé  | [ 15 ] |

### 2008
| Film                          | Studio(s)                                                      | Réalisateur/réalisatrice(s)      | Pays                        | Résultat   | Ref.   |
| ----------------------------- | -------------------------------------------------------------- | -------------------------------- | --------------------------- | ---------- | ------ |
| Volt, star malgré lui         | Walt Disney Animation Studios                                  | Chris Williams et Byron Howard   | États-Unis                  | Nomination | [ 16 ] |
| Delgo                         | Electric Eye Entertainment Corporation                         | Marc F. Adler et Jason Maurer    | États-Unis                  | Non nommé  | [ 16 ] |
| Horton                        | Blue Sky Studios                                               | Jimmy Hayward et Steve Martino   | États-Unis                  | Non nommé  | [ 16 ] |
| Dragon Hunters                | Futurikon LuxAnimation Trixter Mac Guff Ligne                  | Guillaume Ivernel et Arthur Qwak | France Luxembourg Allemagne | Non nommé  | [ 16 ] |
| Fly Me to the Moon            | nWave Pictures                                                 | Ben Stassen                      | Belgique États-Unis         | Non nommé  | [ 16 ] |
| Igor                          | Exodus Film Group                                              | Tony Leondis                     | États-Unis                  | Non nommé  | [ 16 ] |
| Kung Fu Panda                 | DreamWorks Animation                                           | John Stevenson et Mark Osborne   | États-Unis                  | Nomination | [ 16 ] |
| Madagascar 2                  | DreamWorks Animation                                           | Eric Darnell et Tom McGrath      | États-Unis                  | Non nommé  | [ 16 ] |
| Le Sens de la vie pour 9,99 $ | Lama Films                                                     | Tatia Rosenthal                  | Australie                   | Non nommé  | [ 16 ] |
| The Sky Crawlers              | Production I.G                                                 | Mamoru Oshii                     | Japon                       | Non nommé  | [ 16 ] |
| Sword of the Stranger         | Bones                                                          | Masahiro Andō                    | Japon                       | Non nommé  | [ 16 ] |
| La Légende de Despereaux      | Framestore Feature Animation Universal Animation Studios       | Sam Fell et Robert Stevenhagen   | Royaume-Uni États-Unis      | Non nommé  | [ 16 ] |
| WALL-E                        | Pixar Animation Studios                                        | Andrew Stanton                   | États-Unis                  | Lauréat    | [ 16 ] |
| Valse avec Bachir             | Bridgit Folman Film Gang Les Films d'Ici Razor Film Produktion | Ari Folman                       | Israël Allemagne France     | Non nommé  | [ 16 ] |

### 2009
| Film                                       | Studio(s)                                                         | Réalisateur/réalisatrice(s)      | Pays                           | Résultat   | Ref.   |
| ------------------------------------------ | ----------------------------------------------------------------- | -------------------------------- | ------------------------------ | ---------- | ------ |
| Alvin et les Chipmunks 2                   | Regency Enterprises Bagdasarian Company                           | Betty Thomas                     | États-Unis                     | Non nommé  | [ 17 ] |
| Astro Boy                                  | Imagi Animation Studios                                           | David Bowers                     | États-Unis Hong Kong           | Non nommé  | [ 17 ] |
| Battle for Terra                           | Roadside Attractions                                              | Aristomenis Tsirbas              | États-Unis                     | Non nommé  | [ 17 ] |
| Tempête de boulettes géantes               | Sony Pictures Animation                                           | Phil Lord et Christopher Miller  | États-Unis                     | Non nommé  | [ 17 ] |
| Coraline                                   | Laika                                                             | Henry Selick                     | États-Unis                     | Nomination | [ 17 ] |
| Le Drôle de Noël de Scrooge                | ImageMovers Digital                                               | Robert Zemeckis                  | États-Unis                     | Non nommé  | [ 17 ] |
| The Dolphin: Story of a Dreamer            | Passworld Dolphin Films                                           | Eduardo Schuldt                  | Pérou                          | Non nommé  | [ 17 ] |
| Fantastic Mr. Fox                          | American Empirical Pictures Regency Enterprises Indian Paintbrush | Wes Anderson                     | États-Unis                     | Nomination | [ 17 ] |
| L'Âge de glace 3 : Le Temps des dinosaures | Blue Sky Studios                                                  | Carlos Saldanha                  | États-Unis                     | Non nommé  | [ 17 ] |
| Mary et Max                                | Melodrama Pictures                                                | Adam Elliot                      | Australie                      | Non nommé  | [ 17 ] |
| The Missing Lynx                           | Kandor Graphics                                                   | Raul Garcia et Manuel Sicilia    | Royaume-Uni Espagne            | Non nommé  | [ 17 ] |
| Monstres contre Aliens                     | DreamWorks Animation                                              | Conrad Vernon et Rob Letterman   | États-Unis                     | Non nommé  | [ 17 ] |
| Numéro 9                                   | Focus Features                                                    | Shane Acker                      | États-Unis                     | Non nommé  | [ 17 ] |
| Planète 51                                 | Ilion Animation Studios                                           | Jorge Blanco                     | Espagne Royaume-Uni États-Unis | Non nommé  | [ 17 ] |
| Ponyo sur la falaise                       | Studio Ghibli                                                     | Hayao Miyazaki                   | Japon                          | Non nommé  | [ 17 ] |
| La Princesse et la Grenouille              | Walt Disney Animation Studios                                     | Ron Clements et John Musker      | États-Unis                     | Nomination | [ 17 ] |
| Brendan et le Secret de Kells              | Cartoon Saloon                                                    | Tomm Moore                       | Irlande France Belgique        | Nomination | [ 17 ] |
| Clochette et la Pierre de lune             | Disneytoon Studios                                                | Klay Hall                        | États-Unis                     | Non nommé  | [ 17 ] |
| Panique au village                         | La Parti Productions Coproduction Office                          | Stéphane Aubier et Vincent Patar | Belgique Luxembourg France     | Non nommé  | [ 17 ] |
| Là-haut                                    | Pixar Animation Studios                                           | Pete Docter                      | États-Unis                     | Lauréat    | [ 17 ] |

## Années 2010

### 2010
| Film                                                | Studio(s)                                                       | Réalisateur/réalisatrice(s)   | Pays                 | Résultat    | Ref.   |
| --------------------------------------------------- | --------------------------------------------------------------- | ----------------------------- | -------------------- | ----------- | ------ |
| Alpha et Oméga                                      | Crest Animation Productions                                     | Anthony Bell                  | États-Unis           | Non nommé   | [ 18 ] |
| Comme chiens et chats : La Revanche de Kitty Galore | Village Roadshow Pictures                                       | Brad Peyton                   | États-Unis Australie | Non nommé   | [ 18 ] |
| Moi, moche et méchant                               | Illumination Entertainment                                      | Pierre Coffin et Chris Renaud | États-Unis           | Non nommé   | [ 18 ] |
| The Dreams of Jinsha                                | Hangzhou C&L Digital Prod. Co.                                  | Daming Chen                   | Chine                | Non nommé   | [ 18 ] |
| Dragons                                             | DreamWorks Animation                                            | Chris Sanders et Dean DeBlois | États-Unis           | Nomination  | [ 18 ] |
| Des idiots et des anges                             | Plymptoons Studio                                               | Bill Plympton                 | États-Unis           | Non nommé   | [ 18 ] |
| L'Illusionniste                                     | Pathé Django Films                                              | Sylvain Chomet                | France Royaume-Uni   | Nomination  | [ 18 ] |
| Le Royaume de Ga'hoole                              | GOG Productions                                                 | Zack Snyder                   | Australie États-Unis | Non nommé   | [ 18 ] |
| Megamind                                            | DreamWorks Animation                                            | Tom McGrath                   | États-Unis           | Non nommé   | [ 18 ] |
| My Dog Tulip                                        | Axiom Films                                                     | Paul Fierlinger               | États-Unis           | Non nommé   | [ 18 ] |
| Shrek 4 : Il était une fin                          | DreamWorks Animation                                            | Mike Mitchell                 | États-Unis           | Non nommé   | [ 18 ] |
| Summer Wars                                         | Madhouse                                                        | Mamoru Hosoda                 | Japon                | Non nommé   | [ 18 ] |
| Raiponce                                            | Walt Disney Animation Studios                                   | Nathan Greno et Byron Howard  | États-Unis           | Non nommé   | [ 18 ] |
| Clochette et l'Expédition féerique                  | Disneytoon Studios                                              | Bradley Raymond               | États-Unis           | Non nommé   | [ 18 ] |
| Toy Story 3                                         | Pixar Animation Studios                                         | Lee Unkrich                   | États-Unis           | Lauréat     | [ 18 ] |
| Yogi l'ours                                         | Sunswept Entertainment De Line Pictures Rhythm and Hues Studios | Eric Brevig                   | États-Unis           | Disqualifié | [ 18 ] |

### 2011
| Film                                              | Studio(s)                                                                        | Réalisateur/réalisatrice(s)                      | Pays                            | Résultat    | Ref.   |
| ------------------------------------------------- | -------------------------------------------------------------------------------- | ------------------------------------------------ | ------------------------------- | ----------- | ------ |
| Les Aventures de Tintin : Le Secret de La Licorne | Nickelodeon Movies Amblin Entertainment                                          | Steven Spielberg                                 | États-Unis Nouvelle-Zélande     | Non nommé   | [ 20 ] |
| Aloïs Nebel                                       | Negativ                                                                          | Tomáš Luňák                                      | République Tchèque Allemagne    | Non nommé   | [ 20 ] |
| Alvin et les Chipmunks 3                          | Regency Enterprises Bagdasarian Company                                          | Mike Mitchell                                    | États-Unis                      | Non nommé   | [ 20 ] |
| Mission : Noël                                    | Aardman Animations Sony Pictures Animation                                       | Sarah Smith                                      | Royaume-Uni États-Unis          | Non nommé   | [ 20 ] |
| Cars 2                                            | Pixar Animation Studios                                                          | John Lasseter                                    | États-Unis                      | Non nommé   | [ 20 ] |
| Une vie de chat                                   | Digit Anima Folimage France 3 Cinéma Emage Animation Studios                     | Jean-Loup Felicioli et Alain Gagnol              | France Pays-Bas Suisse Belgique | Nomination  | [ 20 ] |
| Chico et Rita                                     | Fernando Trueba PC Estudio Mariscal Magic Light Pictures                         | Fernando Trueba, Javier Mariscal et Tono Errando | Espagne                         | Nomination  | [ 20 ] |
| Gnoméo et Juliette                                | Touchstone Pictures Rocket Pictures                                              | Kelly Asbury                                     | Royaume-Uni États-Unis          | Non nommé   | [ 20 ] |
| Happy Feet 2                                      | Village Roadshow Pictures Kennedy Miller Mitchell Dr. D Studios                  | George Miller                                    | Australie États-Unis            | Non nommé   | [ 20 ] |
| La Revanche du Petit Chaperon rouge               | Kanbar Entertainment Kanbar Animation Arc Productions                            | Mike Disa                                        | États-Unis                      | Non nommé   | [ 20 ] |
| Kung Fu Panda 2                                   | DreamWorks Animation                                                             | Jennifer Yuh Nelson                              | États-Unis                      | Nomination  | [ 20 ] |
| Milo sur Mars                                     | ImageMovers Digital                                                              | Simon Wells                                      | États-Unis                      | Non nommé   | [ 20 ] |
| Le Chat potté                                     | DreamWorks Animation                                                             | Chris Miller                                     | États-Unis                      | Nomination  | [ 20 ] |
| Rango                                             | Nickelodeon Movies Blind Wink Productions GK Films (en) Industrial Light & Magic | Gore Verbinski                                   | États-Unis                      | Lauréat     | [ 20 ] |
| Rio                                               | Blue Sky Studios                                                                 | Carlos Saldanha                                  | États-Unis                      | Non nommé   | [ 20 ] |
| The Smurfs                                        | Sony Pictures Animation Kerner Entertainment Company                             | Raja Gosnell                                     | États-Unis                      | Disqualifié | [ 20 ] |
| Winnie l'ourson                                   | Walt Disney Animation Studios                                                    | Stephen J. Anderson et Don Hall                  | États-Unis                      | Non nommé   | [ 20 ] |
| Wrinkles                                          | Perro Verde Films                                                                | Ignacio Ferreras                                 | Espagne                         | Non nommé   | [ 20 ] |

### 2012
| Film                                                                      | Studio(s)                                     | Réalisateur/réalisatrice(s)                 | Pays                   | Résultat   | Ref.   |
| ------------------------------------------------------------------------- | --------------------------------------------- | ------------------------------------------- | ---------------------- | ---------- | ------ |
| Drôles d'oiseaux                                                          | Triggerfish Animation Studios                 | Wayne Thornley                              | Afrique du Sud         | Non nommé  | [ 22 ] |
| Rebelle                                                                   | Pixar Animation Studios                       | Mark Andrews et Brenda Chapman              | États-Unis             | Lauréat    | [ 22 ] |
| Delhi Safari                                                              | Krayon Pictures                               | Nikhil Advani                               | Inde                   | Non nommé  | [ 22 ] |
| Le Lorax                                                                  | Illumination Entertainment                    | Chris Renaud et Kyle Balda                  | États-Unis             | Non nommé  | [ 22 ] |
| Frankenweenie                                                             | Tim Burton Productions                        | Tim Burton                                  | États-Unis             | Nomination | [ 22 ] |
| La Colline aux coquelicots                                                | Studio Ghibli                                 | Goro Miyazaki                               | Japon                  | Non nommé  | [ 22 ] |
| Krishna aur Kans                                                          | Reliance Entertainment                        | Vikram Veturi                               | Inde                   | Non nommé  | [ 22 ] |
| Hôtel Transylvanie                                                        | Sony Pictures Animation                       | Genndy Tartakovsky                          | États-Unis             | Non nommé  | [ 22 ] |
| L'Âge de glace 4 : La Dérive des continents                               | Blue Sky Studios                              | Steve Martino et Michael Thurmeier          | États-Unis             | Non nommé  | [ 22 ] |
| A Liar's Autobiography: The Untrue Story of Monty Python's Graham Chapman | Bill and Ben Productions                      | Bill Jones, Jeff Simpson et Ben Timlett     | Royaume-Uni            | Non nommé  | [ 22 ] |
| Madagascar 3 : Bons Baisers d'Europe                                      | DreamWorks Animation                          | Eric Darnell, Tom McGrath, et Conrad Vernon | États-Unis             | Non nommé  | [ 22 ] |
| The Mystical Laws                                                         | Happy Science                                 | Isamu Imakake                               | Japon                  | Non nommé  | [ 22 ] |
| The Painting                                                              | Blue Spirit Be-Films                          | Jean-François Laguionie                     | France Belgique        | Non nommé  | [ 22 ] |
| L'Étrange Pouvoir de Norman                                               | Laika                                         | Sam Fell et Chris Butler                    | États-Unis             | Nomination | [ 22 ] |
| Les Pirates ! Bons à rien, mauvais en tout                                | Aardman Animations Sony Pictures Animation    | Peter Lord                                  | Royaume-Uni États-Unis | Nomination | [ 22 ] |
| Le Chat du rabbin                                                         | Autochenille Production                       | Joann Sfar et Antoine Delesvaux             | France                 | Non nommé  | [ 22 ] |
| Les Cinq Légendes                                                         | DreamWorks Animation                          | Peter Ramsey                                | États-Unis             | Non nommé  | [ 22 ] |
| Clochette et le Secret des fées                                           | Disneytoon Studios                            | Peggy Holmes                                | États-Unis             | Non nommé  | [ 22 ] |
| Walter & Tandoori's Christmas                                             | Image Entertainment Corporation               | Sylvain Viau                                | Canada                 | Non nommé  | [ 22 ] |
| Les Mondes de Ralph                                                       | Walt Disney Animation Studios                 | Rich Moore                                  | États-Unis             | Nomination | [ 22 ] |
| Zarafa                                                                    | Pathé Prima Linea Productions France 3 Cinéma | Rémi Bezançon et Jean-Christophe Lie        | France                 | Non nommé  | [ 22 ] |

### 2013
| Film                                                   | Studio(s)                                            | Réalisateur/réalisatrice(s)                       | Pays           | Résultat   | Ref.   |
| ------------------------------------------------------ | ---------------------------------------------------- | ------------------------------------------------- | -------------- | ---------- | ------ |
| L'Île des Miam-nimaux : Tempête de boulettes géantes 2 | Sony Pictures Animation                              | Cody Cameron et Kris Pearn                        | États-Unis     | Non nommé  | [ 23 ] |
| Les Croods                                             | DreamWorks Animation                                 | Kirk DeMicco et Chris Sanders                     | États-Unis     | Nomination | [ 23 ] |
| Moi, moche et méchant 2                                | Illumination Entertainment                           | Pierre Coffin et Chris Renaud                     | États-Unis     | Nomination | [ 23 ] |
| Epic                                                   | Blue Sky Studios                                     | Chris Wedge                                       | États-Unis     | Non nommé  | [ 23 ] |
| Ernest et Celestine                                    | La Parti Productions Les Armateurs                   | Stéphane Aubier, Vincent Patar et Benjamin Renner | France         | Nomination | [ 23 ] |
| The Fake                                               | Studio Dada Show                                     | Yeon Sang-ho                                      | Corée du Sud   | Non nommé  | [ 23 ] |
| Drôles de dindes                                       | Reel FX Creative Studios                             | Jimmy Hayward                                     | États-Unis     | Non nommé  | [ 23 ] |
| La Reine des neiges                                    | Walt Disney Animation Studios                        | Chris Buck et Jennifer Lee                        | États-Unis     | Lauréat    | [ 23 ] |
| Khumba                                                 | Triggerfish Animation Studios                        | Anthony Silverston                                | Afrique du Sud | Non nommé  | [ 23 ] |
| La Légende de Sarila                                   | 10th Ave Productions                                 | Nancy Florence Savard                             | Canada         | Non nommé  | [ 23 ] |
| Lettre à Momo                                          | Production I.G                                       | Hiroyuki Okiura                                   | Japon          | Non nommé  | [ 23 ] |
| Monstres Academy                                       | Pixar Animation Studios                              | Dan Scanlon                                       | États-Unis     | Non nommé  | [ 23 ] |
| O Apóstolo                                             | Rosp Coruña                                          | Fernando Cortizo                                  | Brésil         | Non nommé  | [ 23 ] |
| Planes                                                 | Disneytoon Studios                                   | Klay Hall                                         | États-Unis     | Non nommé  | [ 23 ] |
| Puella Magi Madoka Magica: The Movie: Rebellion        | Shaft                                                | Akiyuki Shinbo et Yukihiro Miyamoto               | Japon          | Non nommé  | [ 23 ] |
| Rio 2096 : Une histoire d'amour et de furie            | Buriti Filmes Gullane                                | Luiz Bolognesi                                    | Brésil         | Non nommé  | [ 23 ] |
| Les Schtroumpfs 2                                      | Sony Pictures Animation Kerner Entertainment Company | Raja Gosnell                                      | États-Unis     | Non nommé  | [ 23 ] |
| Turbo                                                  | DreamWorks Animation                                 | David Soren                                       | États-Unis     | Non nommé  | [ 23 ] |
| Le vent se lève                                        | Studio Ghibli                                        | Hayao Miyazaki                                    | Japon          | Nomination | [ 23 ] |

### 2014
| Film                                              | Studio(s)                                                           | Réalisateur/réalisatrice(s)       | Pays            | Résultat   | Ref.   |
| ------------------------------------------------- | ------------------------------------------------------------------- | --------------------------------- | --------------- | ---------- | ------ |
| Big Hero 6                                        | Walt Disney Animation Studios                                       | Don Hall et Chris Williams        | États-Unis      | Lauréat    | [ 24 ] |
| La Légende de Manolo                              | Reel FX Creative Studios                                            | Jorge R. Gutierrez                | États-Unis      | Non nommé  | [ 24 ] |
| Les Boxtrolls                                     | Laika                                                               | Graham Annable et Anthony Stacchi | États-Unis      | Nomination | [ 24 ] |
| Les Amants électriques                            | Plymptoons Studio                                                   | Bill Plympton                     | États-Unis      | Non nommé  | [ 24 ] |
| L'Île de Giovanni                                 | Production I.G                                                      | Mizuho Nishikubo                  | Japon           | Non nommé  | [ 24 ] |
| Henry & Me                                        | Reveal Animation Studios                                            | Barrett Esposito                  | États-Unis      | Non nommé  | [ 24 ] |
| The Hero of Color City                            | Exodus Film Group                                                   | Frank Gladstone                   | États-Unis      | Non nommé  | [ 24 ] |
| Dragons 2                                         | DreamWorks Animation                                                | Dean DeBlois                      | États-Unis      | Nomination | [ 24 ] |
| Jack et la Mécanique du cœur                      | Duran EuropaCorp France 3 Cinéma                                    | Stéphane Berla et Mathias Malzieu | France          | Non nommé  | [ 24 ] |
| Legends of Oz: Dorothy's Return                   | Prana Studios                                                       | Will Finn et Dan St. Pierre       | États-Unis Inde | Non nommé  | [ 24 ] |
| La Grande Aventure Lego                           | Warner Animation Group Animal Logic                                 | Phil Lord and Christopher Miller  | États-Unis      | Non nommé  | [ 24 ] |
| Minuscule : La Vallée des fourmis perdues         | Futurikon                                                           | Hélène Giraud et Thomas Szabo     | France Belgique | Non nommé  | [ 24 ] |
| M. Peabody et Sherman : Les Voyages dans le temps | DreamWorks Animation                                                | Rob Minkoff                       | États-Unis      | Non nommé  | [ 24 ] |
| Opération Casse-noisette                          | Endgame Entertainment ToonBox Entertainment Red Rover International | Peter Lepeniotis                  | États-Unis      | Non nommé  | [ 24 ] |
| Les Pingouins de Madagascar                       | DreamWorks Animation                                                | Eric Darnell et Simon J. Smith    | États-Unis      | Non nommé  | [ 24 ] |
| Clochette et la Fée pirate                        | Disneytoon Studios                                                  | Peggy Holmes                      | États-Unis      | Non nommé  | [ 24 ] |
| Planes 2                                          | Disneytoon Studios                                                  | Roberts Gannaway                  | États-Unis      | Non nommé  | [ 24 ] |
| Rio 2                                             | Blue Sky Studios                                                    | Carlos Saldanha                   | États-Unis      | Non nommé  | [ 24 ] |
| Rocks in My Pockets                               | Locomotive Productions                                              | Signe Baumane                     | Lettonie        | Non nommé  | [ 24 ] |
| Le Chant de la mer                                | Cartoon Saloon                                                      | Tomm Moore                        | Irlande         | Nomination | [ 24 ] |
| Le Conte de la princesse Kaguya                   | Studio Ghibli                                                       | Isao Takahata                     | Japon           | Nomination | [ 24 ] |

### 2015
| Film                                           | Réalisateur/réalisatrice(s)                                      | Studio(s)                                       | Pays                     | Résultat   | Ref.   |
| ---------------------------------------------- | ---------------------------------------------------------------- | ----------------------------------------------- | ------------------------ | ---------- | ------ |
| Anomalisa                                      | Charlie Kaufman Duke Johnson                                     | HanWay Films Starburns Industries Snoot Films   | États-Unis               | Nomination | [ 25 ] |
| Le Garçon et la Bête                           | Mamoru Hosoda                                                    | Studio Chizu                                    | Japon                    | Non nommé  | [ 25 ] |
| Le Garçon et le Monde                          | Alê Abreu                                                        | Filme de Papel                                  | Brésil                   | Nomination | [ 25 ] |
| Le Voyage d'Arlo                               | Peter Sohn                                                       | Pixar Animation Studios                         | États-Unis               | Non nommé  | [ 25 ] |
| En route !                                     | Tim Johnson                                                      | DreamWorks Animation                            | États-Unis               | Non nommé  | [ 25 ] |
| Hôtel Transylvanie 2                           | Genndy Tartakovsky                                               | Sony Pictures Animation                         | États-Unis               | Non nommé  | [ 25 ] |
| Vice-versa                                     | Pete Docter                                                      | Pixar Animation Studios                         | États-Unis               | Lauréat    | [ 25 ] |
| Le Prophète                                    | Roger Allers                                                     | Ventanarosa                                     | Canada France États-Unis | Non nommé  | [ 25 ] |
| The Laws of the Universe: Part 0               | Isamu Imakake                                                    | HS Pictures Studio                              | Japon                    | Non nommé  | [ 25 ] |
| Les Minions                                    | Pierre Coffin Kyle Balda                                         | Illumination                                    | États-Unis               | Non nommé  | [ 25 ] |
| Les Moomins sur la Riviera                     | Xavier Picard                                                    | Handle Productions Pictak Cie Moomin Characters | Finlande France          | Non nommé  | [ 25 ] |
| Snoopy et les Peanuts, le film                 | Steve Martino                                                    | Blue Sky Studios                                | États-Unis               | Non nommé  | [ 25 ] |
| Regular Show : Le Film                         | J. G. Quintel                                                    | Cartoon Network Studios                         | États-Unis               | Non nommé  | [ 25 ] |
| Shaun le mouton, le film                       | Mark Burton Richard Starzak                                      | Aardman Animations                              | Royaume-Uni              | Nomination | [ 25 ] |
| Strange Magic                                  | Gary Rydstrom                                                    | Lucasfilm Animation                             | États-Unis               | Non nommé  | [ 25 ] |
| Bob l'éponge, le film : Un héros sort de l'eau | Paul Tibbit                                                      | Nickelodeon Movies United Plankton Pictures     | États-Unis               | Non nommé  | [ 25 ] |
| Un gallo con muchos huevos                     | Gabriel Riva Palacio Alatriste et Rodolfo Riva Palacio Alatriste | Huevocartoon Producciones Videocine             | Mexique                  | Non nommé  | [ 25 ] |
| Souvenirs de Marnie                            | Hiromasa Yonebayashi                                             | Studio Ghibli                                   | Japon                    | Nomination | [ 25 ] |

### 2016
| Film                                   | Studio(s) | Réalisateur/réalisatrice(s)               | Pays                   | Résultat   | Ref.   |
| -------------------------------------- | --- | ----------------------------------------- | ---------------------- | ---------- | ------ |
| Angry Birds, le film                   | Rovio Animation                                                                                                  | Clay Kaytis et Fergal Reilly              | États-Unis Finlande    | Non nommé  | [ 26 ] |
| Avril et le Monde truqué               | StudioCanal | Christian Desmares et Franck Ekinci       | France Belgique Canada | Non nommé  | [ 26 ] |
| Bilal: A New Breed of Hero             | Barajoun Entertainment                                                                                           | Khurram H. Alavi et Ayman Jamal           | Émirats arabes unis    | Non nommé  | [ 26 ] |
| Le Monde de Dory                       | Pixar Animation Studios                                                                                          | Andrew Stanton                            | États-Unis             | Non nommé  | [ 26 ] |
| L'Âge de glace : Les Lois de l'Univers | Blue Sky Studios                                                                                                 | Mike Thurmeier                            | États-Unis             | Non nommé  | [ 26 ] |
| Kingsglaive: Final Fantasy XV          | Visual Works Digic Pictures Image Engine                                                                         | Takeshi Nozue                             | Japon                  | Non nommé  | [ 26 ] |
| Kubo et l'Armure magique               | Laika | Travis Knight                             | États-Unis             | Nomination | [ 26 ] |
| Kung Fu Panda 3                        | DreamWorks Animation                                                                                             | Jennifer Yuh Nelson et Alessandro Carloni | États-Unis             | Non nommé  | [ 26 ] |
| Le Petit Prince                        | On Animation Studios Orange Studio LPPTV M6 Films                                                                | Mark Osborne                              | France                 | Non nommé  | [ 26 ] |
| Tout en haut du monde                  | Sacrebleu Productions Maybe Movies France 3 Cinéma 2 Minutes Nørlum                                              | Rémi Chayé                                | France Danemark        | Non nommé  | [ 26 ] |
| Miss Hokusai                           | Production I.G                                                                                                   | Keiichi Hara                              | Japon                  | Non nommé  | [ 26 ] |
| Vaiana : La Légende du bout du monde   | Walt Disney Animation Studios                                                                                    | Ron Clements et John Musker               | États-Unis             | Nomination | [ 26 ] |
| Monkey King: Hero Is Back              | Beijing Weiyingshidai Culture & Media Hengdian Chinese Film Production Co. October Animation Studio S&C Pictures | Tian Xiaopeng                             | Chine                  | Non nommé  | [ 26 ] |
| Mune : Le Gardien de la Lune           | On Animation Studios Onyx Films Kinology Orange Studio                                                           | Alexandre Heboyan et Benoît Philippon     | Drapeau de la France   | Non nommé  | [ 26 ] |
| Son of Aladdin                         | Pentamedia | V. Chandrasekaran                         | Drapeau de l'Inde      | Non nommé  | [ 26 ] |
| Ma vie de Courgette                    | Rita Productions Blue Spirit Productions Gebeka Films KNM                                                        | Claude Barras                             | Suisse France          | Nomination | [ 26 ] |
| Phantom Boy                            | Folimage Lunanime France 3 Cinema Rhone-Alpes Cinema                                                             | Jean-Loup Felicioli et Alain Gagnol       | France Belgique        | Non nommé  | [ 26 ] |
| La Tortue rouge                        | Wild Bunch Studio Ghibli                                                                                         | Michaël Dudok de Wit                      | France Japon           | Nomination | [ 26 ] |
| Rock Dog                               | Huayi Brothers Reel FX Creative Studios                                                                          | Ash Brannon                               | États-Unis Chine       | Non nommé  | [ 26 ] |
| Sausage Party                          | Annapurna Pictures Point Grey Pictures Nitrogen Studios                                                          | Conrad Vernon et Greg Tiernan             | États-Unis             | Non nommé  | [ 26 ] |
| Comme des bêtes                        | Illumination Entertainment                                                                                       | Chris Renaud                              | États-Unis             | Non nommé  | [ 26 ] |
| Tous en scène                          | Illumination Entertainment                                                                                       | Garth Jennings                            | États-Unis             | Non nommé  | [ 26 ] |
| La Guerre des tuques 3D                | CarpeDiem Film & TV Singing Frog Studio                                                                          | Jean-François Pouliot                     | Canada                 | Non nommé  | [ 26 ] |
| Cigognes et compagnie                  | Warner Animation Group                                                                                           | Nicholas Stoller et Doug Sweetland        | États-Unis             | Non nommé  | [ 26 ] |
| Trolls                                 | DreamWorks Animation                                                                                             | Mike Mitchell                             | États-Unis             | Non nommé  | [ 26 ] |
| 25 April                               | Inconnu | Leanne Pooley                             | Nouvelle-Zélande       | Non nommé  | [ 26 ] |
| Your Name.                             | CoMix Wave Films                                                                                                 | Makoto Shinkai                            | Japon                  | Non nommé  | [ 26 ] |
| Zootopie                               | Walt Disney Animation Studios                                                                                    | Byron Howard et Rich Moore                | États-Unis             | Lauréat    | [ 26 ] |

### 2017
| Film                                                     | Studio(s)                                                                     | Réalisateur/réalisatrice(s)                                       | Pays                           | Résultat   | Ref.   |
| -------------------------------------------------------- | ----------------------------------------------------------------------------- | ----------------------------------------------------------------- | ------------------------------ | ---------- | ------ |
| Le Grand Méchant Renard et autres contes...              | Folivari Panique! Production                                                  | Benjamin Renner et Patrick Imbert                                 | France Belgique                | Non nommé  | [ 27 ] |
| Psiconautas                                              | ZircoZine Basque Films Abrakam Estudio La Competencia Producciones Studio 4°C | Alberto Vázquez et Pedro Rivero                                   | Espagne                        | Non nommé  | [ 27 ] |
| Baby Boss                                                | DreamWorks Animation                                                          | Tom McGrath                                                       | États-Unis                     | Nomination | [ 27 ] |
| Parvana, une enfance en Afghanistan                      | Cartoon Saloon                                                                | Nora Twomey                                                       | Canada Irlande Luxembourg      | Nomination | [ 27 ] |
| Capitaine Superslip                                      | DreamWorks Animation                                                          | David Soren                                                       | États-Unis                     | Non nommé  | [ 27 ] |
| Cars 3                                                   | Pixar Animation Studios                                                       | Brian Fee                                                         | États-Unis                     | Non nommé  | [ 27 ] |
| Gatta Cenerentola                                        | Rai Cinema                                                                    | Alessandro Rak, Ivan Cappiello, Marino Guarnieri et Dario Sansone | Italie                         | Non nommé  | [ 27 ] |
| Coco                                                     | Pixar Animation Studios                                                       | Lee Unkrich                                                       | États-Unis                     | Lauréat    | [ 27 ] |
| Moi, moche et méchant 3                                  | Illumination                                                                  | Pierre Coffin et Kyle Balda                                       | États-Unis                     | Non nommé  | [ 27 ] |
| Le Monde secret des Emojis                               | Sony Pictures Animation                                                       | Tony Leondis                                                      | États-Unis                     | Non nommé  | [ 27 ] |
| Ethel et Ernest                                          | Lupus Films Cloth Cat Animation                                               | Roger Mainwood                                                    | Royaume-Uni                    | Non nommé  | [ 27 ] |
| Ferdinand                                                | Blue Sky Studios                                                              | Carlos Saldanha                                                   | États-Unis                     | Nomination | [ 27 ] |
| La Jeune Fille sans mains                                | Les Films Sauvages Les Films Pelléas                                          | Sébastien Laudenbach                                              | France                         | Non nommé  | [ 27 ] |
| Dans un recoin de ce monde                               | MAPPA                                                                         | Sunao Katabuchi                                                   | Japon                          | Non nommé  | [ 27 ] |
| Lego Batman, le film                                     | Warner Animation Group                                                        | Chris McKay                                                       | États-Unis                     | Non nommé  | [ 27 ] |
| Lego Ninjago, le film                                    | Warner Animation Group                                                        | Charlie Bean, Paul Fisher et Bob Logan                            | États-Unis                     | Non nommé  | [ 27 ] |
| La Passion Van Gogh                                      | BreakThru Productions Trademark Films                                         | Dorota Kobiela et Hugh Welchman                                   | Pologne Royaume-Uni États-Unis | Nomination | [ 27 ] |
| Mary et la Fleur de la sorcière                          | Studio Ponoc                                                                  | Hiromasa Yonebayashi                                              | Japon                          | Non nommé  | [ 27 ] |
| Moomins and the Winter Wonderland                        | Oy Filmkompaniet Alpha Ab Animoon                                             | Ira Carpelan et Jakub Wronski                                     | Finlande Pologne               | Non nommé  | [ 27 ] |
| My Entire High School Sinking Into the Sea               | Washington Square Films Electric Chinoland Low Spark Films                    | Dash Shaw                                                         | États-Unis                     | Non nommé  | [ 27 ] |
| Napping Princess                                         | Signal.MD                                                                     | Kenji Kamiyama                                                    | Japon                          | Non nommé  | [ 27 ] |
| Silent Voice                                             | Kyoto Animation                                                               | Naoko Yamada                                                      | Japon                          | Non nommé  | [ 27 ] |
| Les Schtroumpfs et le Village perdu                      | Sony Pictures Animation The Kerner Entertainment Company                      | Kelly Asbury                                                      | États-Unis                     | Non nommé  | [ 27 ] |
| L'Étoile de Noël                                         | Sony Pictures Animation Walden Media The Jim Henson Company                   | Timothy Reckart (en)                                              | États-Unis                     | Non nommé  | [ 27 ] |
| Sword Art Online: Ordinal Scale                          | A-1 Pictures                                                                  | Tomohiko Itō                                                      | Japon                          | Non nommé  | [ 27 ] |
| Window Horses: The Poetic Persian Epiphany of Rosie Ming | Stickgirl Productions                                                         | Ann Marie Fleming                                                 | Canada                         | Non nommé  | [ 27 ] |

### 2018
| Film                                             | Studio(s)                                                    | Réalisateur/réalisatrice(s)                      | Pays                   | Résultat   | Ref.   |
| ------------------------------------------------ | ------------------------------------------------------------ | ------------------------------------------------ | ---------------------- | ---------- | ------ |
| Ana y Bruno                                      | Discreet Arts Productions                                    | Carlos Carrera                                   | Mexique                | Non nommé  | [ 28 ] |
| Le Grinch                                        | Illumination                                                 | Scott Mosier et Yarrow Cheney                    | États-Unis             | Non nommé  | [ 28 ] |
| Cro Man                                          | Aardman Animations                                           | Nick Park                                        | Royaume-Uni            | Non nommé  | [ 28 ] |
| Fireworks                                        | Shaft                                                        | Akiyuki Shinbō                                   | Japon                  | Non nommé  | [ 28 ] |
| Have a Nice Day                                  | Nezha Bros. Pictures Le-joy Animation Studio                 | Liu Jian                                         | Chine                  | Non nommé  | [ 28 ] |
| Hôtel Transylvanie 3 : Des vacances monstrueuses | Sony Pictures Animation                                      | Genndy Tartakovsky                               | États-Unis             | Non nommé  | [ 28 ] |
| Les Indestructibles 2                            | Pixar Animation Studios                                      | Brad Bird                                        | États-Unis             | Nomination | [ 28 ] |
| L'Île aux chiens                                 | Indian Paintbrush American Empirical Pictures                | Wes Anderson                                     | États-Unis             | Nomination | [ 28 ] |
| The Laws of the Universe : 1re partie            | HS Pictures Studio                                           | Isamu Imakake                                    | Japon                  | Non nommé  | [ 28 ] |
| Liz and the Blue Bird                            | Kyoto Animation                                              | Naoko Yamada                                     | Japon                  | Non nommé  | [ 28 ] |
| Lou et l'Île aux sirènes                         | Science Saru                                                 | Masaaki Yuasa                                    | Japon                  | Non nommé  | [ 28 ] |
| MFKZ                                             | Ankama Animations Studio 4°C                                 | Shōjirō Nishimi et Guillaume "Run" Renard        | France Japon           | Non nommé  | [ 28 ] |
| Maquia                                           | P.A.Works                                                    | Mari Okada                                       | Japon                  | Non nommé  | [ 28 ] |
| Mirai                                            | Studio Chizu                                                 | Mamoru Hosoda                                    | Japon                  | Nomination | [ 28 ] |
| Night Is Short, Walk On Girl                     | Science Saru                                                 | Masaaki Yuasa                                    | Japon                  | Non nommé  | [ 28 ] |
| On Happiness Road                                | Ifilm                                                        | Hsin Yin Sung                                    | Taiwan                 | Non nommé  | [ 28 ] |
| Ralph 2.0                                        | Walt Disney Animation Studios                                | Rich Moore et Phil Johnston                      | États-Unis             | Nomination | [ 28 ] |
| Ruben Brandt, Collector                          | Mozinet                                                      | Milorad Krstić                                   | Hongrie                | Non nommé  | [ 28 ] |
| Stubby                                           | Fun Academy Motion Pictures Mikros Image                     | Richard Lanni                                    | États-Unis             | Non nommé  | [ 28 ] |
| Sherlock Gnomes                                  | Paramount Animation Metro-Goldwyn-Mayer Rocket Pictures      | John Stevenson                                   | Royaume-Uni États-Unis | Non nommé  | [ 28 ] |
| Yéti et Compagnie                                | Warner Animation Group                                       | Karey Kirkpatrick                                | États-Unis             | Non nommé  | [ 28 ] |
| Spider-Man: New Generation                       | Sony Pictures Animation Marvel Entertainment Pascal Pictures | Bob Persichetti, Peter Ramsey, et Rodney Rothman | États-Unis             | Lauréat    | [ 28 ] |
| Tall Tales                                       | France 3 Onyx Films                                          | Antoon Krings et Arnaud Bouron                   | France                 | Non nommé  | [ 28 ] |
| Teen Titans Go! Le film                          | Warner Bros. Animation DC Entertainment                      | Peter Rida Michail et Aaron Horvath              | États-Unis             | Non nommé  | [ 28 ] |
| Tito et les Oiseaux                              | Bits Produções                                               | Gustavo Steinberg, André Catoto et Gabriel Bitar | Brésil                 | Non nommé  | [ 28 ] |

### 2019
| Film                                              | Réalisateur/réalisatrice(s)                                               | Studio(s)                                                  | Pays                                       | Résultat   | Ref.   |
| ------------------------------------------------- | ------------------------------------------------------------------------- | ---------------------------------------------------------- | ------------------------------------------ | ---------- | ------ |
| Abominable                                        | Jill Culton                                                               | DreamWorks Animation Pearl Studio                          | États-Unis Chine                           | Non nommé  | [ 29 ] |
| La Famille Addams                                 | Conrad Vernon Greg Tiernan                                                | Cinesite Studios Nitrogen Studios                          | États-Unis                                 | Non nommé  | [ 29 ] |
| Angry Birds : Copains comme cochons               | Thurop Van Orman                                                          | Rovio Animation Sony Pictures Animation                    | Finlande États-Unis                        | Non nommé  | [ 29 ] |
| Another Day of Life                               | Raúl de la Fuente Damian Nenow                                            | Platige Image                                              | Pologne Espagne Belgique Allemagne Hongrie | Non nommé  | [ 29 ] |
| Away                                              | Gints Zilbalodis                                                          | Bilibaba                                                   | Lettonie                                   | Non nommé  | [ 29 ] |
| Buñuel après l'âge d'or                           | Salvador Simó Busom                                                       | Sygnatia                                                   | Espagne                                    | Non nommé  | [ 29 ] |
| Les Enfants de la mer                             | Ayumu Watanabe                                                            | Studio 4 °C                                                | Japon                                      | Non nommé  | [ 29 ] |
| Dilili à Paris                                    | Michel Ocelot                                                             | Wild Bunch Mac Guff                                        | France Allemagne Belgique                  | Non nommé  | [ 29 ] |
| La Reine des neiges 2                             | Chris Buck Jennifer Lee                                                   | Walt Disney Animation Studios                              | États-Unis                                 | Non nommé  | [ 29 ] |
| Funan                                             | Denis Do                                                                  | Bac Films                                                  | France Luxembourg Belgique                 | Non nommé  | [ 29 ] |
| Genndy Tartakovsky’s ‘Primal’ – Tales of Savagery | Genndy Tartakovsky                                                        | Cartoon Network Studios Williams Street                    | États-Unis                                 | Non nommé  | [ 29 ] |
| Dragons 3 : Le Monde caché                        | Dean DeBlois                                                              | DreamWorks Animation                                       | États-Unis                                 | Nomination | [ 29 ] |
| J'ai perdu mon corps                              | Jérémy Clapin                                                             | Xilam                                                      | France                                     | Nomination | [ 29 ] |
| Klaus                                             | Sergio Pablos                                                             | Sergio Pablos Animation Studios Atresmedia Cine Aniventure | Espagne                                    | Nomination | [ 29 ] |
| The Last Fiction                                  | Ashkan Rahgozar                                                           | Hoorakhsh Studio                                           | Iran                                       | Non nommé  | [ 29 ] |
| La Grande Aventure Lego 2                         | Mike Mitchell                                                             | Warner Animation Group Lego System A/S Animal Logic        | États-Unis                                 | Non nommé  | [ 29 ] |
| L'Extraordinaire Voyage de Marona                 | Anca Damian                                                               | Aparte Film                                                | France Romania Belgique                    | Non nommé  | [ 29 ] |
| Le Chaînon manquant                               | Chris Butler                                                              | Annapurna Pictures Laika                                   | États-Unis                                 | Nomination | [ 29 ] |
| Ne Zha                                            | Jiaozi                                                                    | Chengdu Coco Cartoon                                       | Chine                                      | Non nommé  | [ 29 ] |
| Okko et les Fantômes                              | Kitaro Kosaka                                                             | DLE Madhouse                                               | Japon                                      | Non nommé  | [ 29 ] |
| Pachamama                                         | Juan Antin                                                                | Folivari O2B Films Doghouse Films                          | France Luxembourg Canada                   | Non nommé  | [ 29 ] |
| Promare                                           | Hiroyuki Imaishi                                                          | Trigger XFLAG Sanzigen                                     | Japon                                      | Non nommé  | [ 29 ] |
| Rezo                                              | Levan Gabriadze                                                           | Bazelevs Production                                        | Russie                                     | Non nommé  | [ 29 ] |
| Comme des bêtes 2                                 | Chris Renaud                                                              | Illumination                                               | États-Unis                                 | Non nommé  | [ 29 ] |
| Les Incognitos                                    | Nick Bruno Troy Quane                                                     | Blue Sky Studios                                           | États-Unis                                 | Non nommé  | [ 29 ] |
| Les Hirondelles de Kabul                          | Zabou Breitman Eléa Gobé Mévellec                                         | Les Armateurs                                              | France                                     | Non nommé  | [ 29 ] |
| Ce magnifique gâteau !                            | Emma De Swaef Marc James Roels                                            | Beast Animation Vivement Lundi Pedri Animation             | Belgique France Pays-Bas                   | Non nommé  | [ 29 ] |
| The Tower                                         | Mats Grorud                                                               | Tenk.tv Les Contes Modernes Cinenic Film                   | Norvège                                    | Non nommé  | [ 29 ] |
| Toy Story 4                                       | Josh Cooley                                                               | Pixar Animation Studios                                    | États-Unis                                 | Lauréat    | [ 29 ] |
| Upin & Ipin: The Lone Gibbon Kris                 | Adam B Amiruddin Syed Nurfaiz Khalid B Syed Ibrahim Ahmad Razuri B Roseli | Les Copaque Production                                     | Malaisie                                   | Non nommé  | [ 29 ] |
| Les Enfants du temps                              | Makoto Shinkai                                                            | CoMix Wave Films Story Inc.                                | Japon                                      | Non nommé  | [ 29 ] |
| White Snake                                       | Amp Wong Zhao Ji                                                          | Light Chaser Animation                                     | Chine                                      | Non nommé  | [ 29 ] |

## Années 2020

### 2020
| Film                                                           | Studio(s)                                                                      | Réalisateur/réalisatrice(s)     | Pays                                  | Résultat   | Ref.   |
| -------------------------------------------------------------- | ------------------------------------------------------------------------------ | ------------------------------- | ------------------------------------- | ---------- | ------ |
| Luxuriance accidentelle du rébus aqueux translucide            | Kaos                                                                           | Dalibor Barić                   | Croatie                               | Non nommé  | [ 30 ] |
| Bombay Rose                                                    | Cinestaan Film Company Netflix                                                 | Gitanjali Rao                   | Inde                                  | Non nommé  | [ 30 ] |
| Calamity, une enfance de Martha Jane Cannary                   | Maybe Movies vNoerlum Studios                                                  | Rémi Chayé                      | France Danemark                       | Non nommé  | [ 30 ] |
| Les Croods 2 : Une nouvelle ère                                | DreamWorks Animation                                                           | Joel Crawford                   | États-Unis                            | Non nommé  | [ 30 ] |
| Demon Slayer: Kimetsu no Yaiba, le film : Le Train de l'Infini | Ufotable Toho Aniplex                                                          | Haruo Sotozaki                  | Japon                                 | Non nommé  | [ 30 ] |
| Dreambuilders                                                  | First Lady Film                                                                | Kim Hagen Jensen                | Danemark                              | Non nommé  | [ 30 ] |
| Aya et la Sorcière                                             | Studio Ghibli NHK Enterprises                                                  | Gorō Miyazaki                   | Japon                                 | Non nommé  | [ 30 ] |
| Kill It and Leave This Town                                    | Bombonierka                                                                    | Mariusz Wilczynski              | Pologne                               | Non nommé  | [ 30 ] |
| Lupin III: The First                                           | TMS Entertainment Marza Animation Planet Toho                                  | Takashi Yamazaki                | Japon                                 | Non nommé  | [ 30 ] |
| Mosley                                                         | Huhu Studios Chine Film Animation                                              | Kirby Atkins                    | Nouvelle-Zélande                      | Non nommé  | [ 30 ] |
| My Favorite War                                                | Bivrost Film Ego Media                                                         | Ilze Burkovska Jacobsen         | Lettonie Norvège                      | Non nommé  | [ 30 ] |
| Le Nez, ou la conspiration des non-conformistes                | School-Studio "Shar"                                                           | Andrei Khrzhanovsky             | Russie                                | Non nommé  | [ 30 ] |
| No.7 Cherry Lane                                               | Far Sun Film Co. Ltd.                                                          | Yonfan                          | Hong Kong Chine                       | Non nommé  | [ 30 ] |
| On-Gaku : Notre rock !                                         | Rock’n Roll Mountain Tip Top                                                   | Kenji Iwaisawa                  | Japon                                 | Non nommé  | [ 30 ] |
| En avant                                                       | Pixar Animation Studios                                                        | Dan Scanlon                     | États-Unis                            | Nomination | [ 30 ] |
| Voyage vers la Lune                                            | Netflix Animation Pearl Studio Sony Pictures Imageworks Glen Keane Productions | Glen Keane                      | États-Unis Chine                      | Nomination | [ 30 ] |
| Red Shoes and the Seven Dwarfs                                 | Locus Corporation                                                              | Sung-ho Hong                    | Corée du Sud                          | Non nommé  | [ 30 ] |
| Ride Your Wave                                                 | Science SARU Toho                                                              | Masaaki Yuasa                   | Japon                                 | Non nommé  | [ 30 ] |
| Scooby !                                                       | Warner Animation Group Atlas Entertainment 1492 Pictures                       | Tony Cervone                    | États-Unis                            | Non nommé  | [ 30 ] |
| Shaun le mouton : La ferme contre-attaque                      | Aardman Animations Creative Europe MEDIA Anton Capital Entertainment           | Richard Phelan Will Becher      | Royaume-Uni                           | Nomination | [ 30 ] |
| Soul                                                           | Pixar Animation Studios                                                        | Pete Docter                     | États-Unis                            | Lauréat    | [ 30 ] |
| Bob l'éponge, le film : Éponge en eaux troubles                | Paramount Animation Nickelodeon Movies United Plankton Pictures MRC            | Tim Hill                        | États-Unis                            | Retiré     | [ 30 ] |
| Terra Willy, planète inconnue                                  | TAT Productions                                                                | Éric Tosti                      | France                                | Non nommé  | [ 30 ] |
| Les Trolls 2 : Tournée mondiale                                | DreamWorks Animation                                                           | Walt Dohrn                      | États-Unis                            | Non nommé  | [ 30 ] |
| Loin de moi, près de toi                                       | Studio Colorido Toho Animation Twin Engine                                     | Junichi Sato Tomotaka Shibayama | Japon                                 | Non nommé  | [ 30 ] |
| La Famille Willoughby                                          | Netflix Animation Bron Animation Creative Wealth Media                         | Kris Pearn                      | Canada États-Unis                     | Non nommé  | [ 30 ] |
| Le Peuple Loup                                                 | Cartoon Saloon Mélusine                                                        | Tomm Moore Ross Stewart         | Irlande Luxembourg Royaume-Uni France | Nomination | [ 30 ] |

### 2021
| Film                                         | Studio(s)                                                                                                 | Réalisateur/réalisatrice(s)     | Pays                                                 | Résultat   | Ref.   |
| -------------------------------------------- | --- | ------------------------------- | ---------------------------------------------------- | ---------- | ------ |
| La Famille Addams 2 : Une virée d'enfer      | Metro-Goldwyn-Mayer Bron Creative Cinesite Studios Nitrogen Studios The Jackal Group Glickmania           | Greg Tiernan Conrad Vernon      | États-Unis                                           | Non nommé  | [ 31 ] |
| The Ape Star                                 | Lee Film                                                                                                  | Linda Hambäck                   | Suède Norvège Danemark                               | Non nommé  | [ 31 ] |
| Back to the Outback                          | Netflix Animation Reel FX Animation Studios Weed Road Pictures                                            | Clare Knight Harry Cripps       | Australie États-Unis                                 | Non nommé  | [ 31 ] |
| Belle                                        | Studio Chizu                                                                                              | Mamoru Hosoda                   | Japon                                                | Non nommé  | [ 31 ] |
| Bob Spit – We Do Not Like People             | Coala Filmes                                                                                              | Cesar Cabral                    | Brésil                                               | Non nommé  | [ 31 ] |
| Baby Boss : Les affaires reprennent          | DreamWorks Animation                                                                                      | Tom McGrath                     | États-Unis                                           | Non nommé  | [ 31 ] |
| Cryptozoo                                    | Fit Via Fi Electro Chinoland Washington Square Films Low Spark Films Cinereach                            | Dash Shaw                       | États-Unis                                           | Non nommé  | [ 31 ] |
| Encanto : La Fantastique Famille Madrigal    | Walt Disney Animation Studios                                                                             | Byron Howard Jared Bush         | États-Unis                                           | Lauréat    | [ 31 ] |
| Flee                                         | Vice Studios Sun Creature Studio Det Danske Filminstitut                                                  | Jonas Poher Rasmussen           | Danemark Norvège Suède France Royaume-Uni États-Unis | Nomination | [ 31 ] |
| La chance sourit à madame Nikuko             | Studio 4°C                                                                                                | Ayumu Watanabe                  | Japon                                                | Non nommé  | [ 31 ] |
| Josée, le Tigre et les Poissons              | Bones | Kotaro Tamura                   | Japon                                                | Non nommé  | [ 31 ] |
| The Laws of the Universe – The Age of Elohim | HS Pictures Studio                                                                                        | Isamu Imakake                   | Japon                                                | Non nommé  | [ 31 ] |
| Luca                                         | Pixar Animation Studios                                                                                   | Enrico Casarosa                 | États-Unis                                           | Nomination | [ 31 ] |
| Les Mitchell contre les machines             | Columbia Pictures Sony Pictures Animation Lord Miller Productions One Cool Films                          | Mike Rianda                     | États-Unis                                           | Nomination | [ 31 ] |
| Ma famille afghane                           | Negativ Film Sacrebleu Productions                                                                        | Michaela Pavlátová              | République Tchèque France Slovaquie                  | Non nommé  | [ 31 ] |
| La Pat Patrouille, le film                   | Spin Master Entertainment Mikros Image Nickelodeon Movies                                                 | Cal Brunker                     | Canada États-Unis                                    | Non nommé  | [ 31 ] |
| Pompo the Cinephile                          | Kadokawa Productions                                                                                      | Takayuki Hirao                  | Japon                                                | Non nommé  | [ 31 ] |
| De l'autre côté du ciel                      | Studio 4°C Yoshimoto Kogyo Company                                                                        | Yusuke Hirota                   | Japon                                                | Non nommé  | [ 31 ] |
| Raya et le Dernier Dragon                    | Walt Disney Animation Studios                                                                             | Don Hall Carlos López Estrada   | États-Unis                                           | Nomination | [ 31 ] |
| Ron débloque                                 | DNEG TSG Entertainment Locksmith Animation 20th Century Animation                                         | Sarah Smith Jean-Philippe Vine  | Royaume-Uni États-Unis                               | Non nommé  | [ 31 ] |
| Sing 2                                       | Illumination                                                                                              | Garth Jennings                  | États-Unis                                           | Non nommé  | [ 31 ] |
| The Spine of Night                           | Gorgonaut Reno Productions                                                                                | Philip Gelatt Morgan Galen King | États-Unis                                           | Non nommé  | [ 31 ] |
| Spirit : L'Indomptable                       | DreamWorks Animation                                                                                      | Elaine Bogan                    | États-Unis                                           | Non nommé  | [ 31 ] |
| Le Sommet des dieux                          | Folivari Mélusine Productions                                                                             | Patrick Imbert                  | France Luxembourg                                    | Non nommé  | [ 31 ] |
| Vivo                                         | Columbia Pictures Sony Pictures Animation One Cool Films Laurence Mark Productions                        | Kirk DeMicco                    | États-Unis                                           | Non nommé  | [ 31 ] |
| Le Dragon-génie                              | Columbia Pictures Sony Pictures Animation Beijing Sparkle Roll Media Corporation Tencent Pictures Base FX | Chris Appelhans                 | Chine États-Unis                                     | Non nommé  | [ 31 ] |

### 2022
| Film                                                          | Studio(s) | Réalisateur/réalisatrice(s)            | Pays                   | Résultat   | Ref.   |
| ------------------------------------------------------------- | --- | -------------------------------------- | ---------------------- | ---------- | ------ |
| Apollo 10½                                                    | Netflix Animation Minnow Mountain Submarine Detour Filmproduction                                                    | Richard Linklater                      | États-Unis             | Non nommé  | [ 32 ] |
| Les Bad Guys                                                  | DreamWorks Animation                                                                                                 | Pierre Perifel                         | États-Unis             | Non nommé  | [ 32 ] |
| The Bob's Burgers Movie                                       | 20th Century Animation 20th Century Family Bento Box Entertainment Wilo Productions                                  | Loren Bouchard Bernard Derriman        | États-Unis             | Non nommé  | [ 32 ] |
| Charlotte                                                     | January Films Sons of Manual Les Productions Balthazar Walking the Dog                                               | Éric Warin Tahir Rana                  | Canada France Belgique | Non nommé  | [ 32 ] |
| Krypto et les Super-Animaux                                   | Warner Animation Group DC Entertainment Seven Bucks Productions                                                      | Jared Stern                            | États-Unis             | Non nommé  | [ 32 ] |
| Les Murs vagabonds                                            | Studio Colorido | Hiroyasu Ishida                        | Japon                  | Non nommé  | [ 32 ] |
| Eternal Spring                                                | Lofty Sky Entertainment                                                                                              | Jason Loftus                           | Canada                 | Non nommé  | [ 32 ] |
| Goodbye                                                       | Madhouse | Atsuko Ishizuka                        | Japon                  | Non nommé  | [ 32 ] |
| Pinocchio                                                     | Netflix Animation The Jim Henson Company Pathé ShadowMachine Double Dare You! Productions Necropia Entertainment     | Guillermo del Toro Mark Gustafson      | États-Unis             | Lauréat    | [ 32 ] |
| Inu-Oh                                                        | Science SARU | Masaaki Yuasa                          | Japon                  | Non nommé  | [ 32 ] |
| Lamya's Poem                                                  | Unity Productions PiP Animation Services                                                                             | Alex Kronemer                          | États-Unis Canada      | Non nommé  | [ 32 ] |
| Buzz l'Éclair                                                 | Pixar Animation Studios                                                                                              | Angus MacLane                          | États-Unis             | Non nommé  | [ 32 ] |
| Le Petit Nicolas : Qu'est-ce qu'on attend pour être heureux ? | On Classics | Amandine Fredon Benjamin Massoubre     | France                 | Non nommé  | [ 32 ] |
| Luck                                                          | Skydance Animation                                                                                                   | Peggy Holmes                           | États-Unis             | Non nommé  | [ 32 ] |
| Mad God                                                       | Tippett Studio | Phil Tippett                           | États-Unis             | Non nommé  | [ 32 ] |
| Marcel le coquillage (avec ses chaussures)                    | Cinereach You Want I Should LLC. Human Woman Inc. Sunbeam TV & Films Chiodo Bros. Productions                        | Dean Fleisher Camp                     | États-Unis             | Nomination | [ 32 ] |
| Les Minions 2 : Il était une fois Gru                         | Illumination | Kyle Balda                             | États-Unis             | Non nommé  | [ 32 ] |
| Le Dragon de mon père                                         | Cartoon Saloon Mockingbird Pictures                                                                                  | Nora Twomey                            | Irlande États-Unis     | Non nommé  | [ 32 ] |
| New Gods: Yang Jian                                           | Light Chaser Animation Studios Zhejiang Dongyang Xiaoyuzhou Movie & Media                                            | Ji Zhao                                | Chine                  | Non nommé  | [ 32 ] |
| Oink                                                          | Viking Film | Mascha Halberstad                      | Pays-Bas               | Non nommé  | [ 32 ] |
| Samouraï Academy                                              | Nickelodeon Movies Align Aniventure HB Wink Animation GFM Animation Flying Tigers Entertainment Cinesite Brooksfilms | Rob Minkoff Mark Koetsier Chris Bailey | États-Unis             | Non nommé  | [ 32 ] |
| Le Chat potté 2 : La Dernière Quête                           | DreamWorks Animation                                                                                                 | Joel Crawford                          | États-Unis             | Nomination | [ 32 ] |
| Run, Tiger Run!                                               | Beijing Xinxi Pictures                                                                                               | Stanley Tsang Joey Zou                 | Chine                  | Non nommé  | [ 32 ] |
| Le Monstre des mers                                           | Netflix Animation | Chris Williams                         | États-Unis             | Nomination | [ 32 ] |
| Avalonia, l'étrange voyage                                    | Walt Disney Animation Studios                                                                                        | Don Hall                               | États-Unis             | Non nommé  | [ 32 ] |
| Alerte rouge                                                  | Pixar Animation Studios                                                                                              | Domee Shi                              | États-Unis             | Nomination | [ 32 ] |
| Wendell et Wild                                               | Monkeypaw Productions Gotham Group                                                                                   | Henry Selick                           | États-Unis             | Non nommé  | [ 32 ] |